# BSt Bauart 1927
Bei der als „Schützenwagen“ bzw. „Verbundwagen“ bezeichneten Bauart 1927 handelt es sich um eine Serie von 300 Mitteleinstiegtriebwagen, ursprünglich mit Schützensteuerung ausgestattet, welche 1927 von der Deutschen Wagenbau-Vereinigung (DWV), der AEG und SSW entwickelt und 1929/30 an die BVG geliefert wurden.
Wegen schwerer konstruktiver Sicherheitsmängel der Bremsausrüstung musste die komplette Serie bereits im Frühjahr 1930 aus dem Betrieb genommen werden. Nach grundlegenden Umbauten in den Jahren 1932 bis 1938 bezeichnete die spätere BVG die sich nun in ihren technischen Parametern unterscheidenden Bauarten als TM 33, TM 34 und TM 36. Die TM-Wagen waren die letzten Straßenbahnwagen, die bei der BVG-West bis 1967 eingesetzt wurden. Bei der BVG-Ost hielten sich diese Wagen bis 1971 im Linienbetrieb. Mit einer Fahrzeuglänge von 11,20 m bei einem Achsstand von 3,50 m waren sie die längsten zweiachsigen Straßenbahnwagen in Berlin.

## Vorgeschichte
Dem damaligen Muster vieler Städte folgend erhielt auch Berlin 1927 eine zehn Stück umfassende Serie von Straßenbahnwagen, die statt der bisher am Wagenende befindlichen Einstiegsplattformen nunmehr mit einem Eingangsbereich in der Wagenmitte ausgestattet waren. Da die jeweiligen Wagen zwar beidseitig Türen, aber jeweils nur über einen Führerstand verfügten, konnten diese nur als Doppeltraktion eingesetzt werden. Sie wurden daher auch als „Zwillingstriebwagen“ bezeichnet. In den 1930er Jahren wurden die Zwillingszüge getrennt und die Fahrzeuge nach Ausbau der linken Einstiegstüren als Einrichtungswagen mit der Typenbezeichnung TEM 26 eingesetzt.
Die guten Erfahrungen mit den Zwillingswagen veranlasste die BStB Ende 1927 eine größere Serie des Mitteleinstiegstypen in Auftrag zu geben. Dabei spielten sowohl technische als auch verkehrspolitische Gründe eine Rolle. Der in den USA beginnende Autoboom hatte schon in den Goldenen Zwanzigern zum Abbau von Straßenbahnnetzen geführt. Die deutschen Betriebe wollten mit einer Erhöhung des Komforts für den Fahrgast die Attraktivität und die Wirtschaftlichkeit des Betriebes steigern. Als weitere geeignete Maßnahme sah man eine Erhöhung der durchschnittlichen Reisegeschwindigkeit und den Übergang zu Zügen aus mehreren Triebwagen an. Eine weitere Anschaffung von Fahrzeugen war in Berlin ohnehin nötig, da der Fahrzeugpark der Berliner Straßenbahn teilweise deutlich überaltert war. Selbst die Vorgängerserie, zwar mit 501 Trieb- und 803 Beiwagen die größte jemals beschaffte Straßenbahn-Fahrzeugserie in Deutschland, konnte den Mangel an modernen Fahrzeugen nicht kompensieren; außerdem musste sie sich in ihrer Konstruktion dem eng gesteckten wirtschaftlichen Rahmen beugen und war wegen ihrer schwachen Motorisierung und der einfachen fahrgestelllosen Bauart alles andere als technisch fortschrittlich.
Die Schützenwagen wiesen als bedeutendes Novum eine Schützensteuerung auf, die dieser Wagenserie auch ihren Namen gab. Bei dieser Bauart floss über den Fahrschalter nicht – wie sonst üblich – der Fahrmotorenstrom, sondern lediglich der Kleinspannungs-Steuerstrom der Schützensteuerung (Schütze sind elektrische fernbediente Starkstromschalter). Es war geplant, auf diese Art Züge zu bilden, die aus bis zu drei Triebwagen (mit gegebenenfalls zwei dazwischenlaufenden Beiwagen) bestanden hätten. Dies war ebenso im Innenstadtbereich als auch bei starkem Ausflugsverkehr bedeutsam, denn so konnten Züge ohne Einschränkung der Fahr- und Bremsleistungen flexibel verstärkt werden: Jeder Wagen war ein Triebwagen. Die oben erwähnten Beiwagen waren Mitteleinstiegs-Niederflur-Beiwagen der späteren Typen BM 28/35 beziehungsweise 28/37 die in Zügen mit bis zu fünf Wagen (drei Triebwagen mit zwei zwischengekuppelten Beiwagen) laufen sollten, allerdings kam diese Betriebsform über das Versuchsstadium nicht hinaus. Für den Fahrgast war besonders die für damalige Verhältnisse geringe Höhe des Wagenfußbodens von 650 mm über Gleis- und Straßenniveau augenscheinlich. Die starke Motorisierung mit 40 kW pro Achse ermöglichte diesen Zügen die geforderte Verminderung der durchschnittlichen Reisezeiten und dem Verkehrsbetrieb die Einsparung von Personal und Zügen, da der Umlauf beschleunigt wurde.
Parallel zur Lieferung der Schützenwagen wurde im Auftrag der BVG bei der NAG in Berlin-Oberschöneweide der Prototyp einer Eigenbau-Serie von Mitteleinstiegswagen gebaut, welcher im Sommer 1929 in Dienst gestellt wurde und die Nummer 3300 (später 3600) erhielt. Ab 1930 erfolgte der Bau von insgesamt 100 Serienwagen des späteren Typs TM 31 U, welche aus Teilen des Typs U3l bestanden, die wiederum modernisierte Berolina-Wagen waren.

## Desaster nach konstruktiven Mängeln der Bremssteuerung
Im Betrieb bewährten sich die Fahrzeuge nicht. Vor allem die neuartige Bremsausrüstung führte zu einem Desaster. Die Betriebs- und Notbremsung erfolgte mit einer Widerstandsbremse, die durch Sandstreuung unterstützt wurde. Als zweite Bremseinrichtung kam eine elektrisch betätigte Federspeicher-Ankerzangenbremse zur Anwendung, die beim Halt eines Zuges als Festhaltebremse sowie bei Zugtrennungen tätig wurde. Sie ersetzte damit die konventionelle Spindelhandbremse. Allerdings legte die Federspeicherbremse auch allem bei Netz- und Steuerstromunterbrechungen an. Eine batteriegetützte Steuerkleinspannung, die die Steuerung und die Hilfsbetriebe auch beim Ausfall der Fahrleitungsspannung versorgt, war zur Bauzeit im europäischen Raum noch nicht üblich. Die fahrleitungsabhängige Bremsbauart wurde den Schützenwagen zum Verhängnis. Denn bei einem Fahrspannungsausfall fielen alle Schütze ab. Dies hatte zur Folge, dass
- die elektrische Widerstandsbremse nicht mehr zu nutzen war, da die Schütze spannungslos wurden
- die Federspeicherbremse anlegte
- die Sandstreuer ausfielen
- der Zug sich der Kontrolle durch den Fahrer vollständig entzog.

Das Anlegen der Federspeicherbremse
- konnte den Wagenzug nicht in kürzester Zeit zum Stehen bringen, denn dafür war die Bremsleistung zu schwach
- war nicht regelbar: auf schlüpfrigen Schienen blockierten die Achsen, der Zug rutschte.

Wurde der Zug also in einer Situation spannungslos, in welcher gebremst werden musste, war ein Unfall kaum noch zu vermeiden. Da die Berliner Straßenbahn damals noch Stangenstromabnehmer nutzte, die vom Fahrdraht abspringen konnten, kam es in der Folge zu spektakulären Unfällen, die auch in der Presse ausgiebig erörtert wurden. Dadurch war der Ruf dieser neuen Fahrzeuge in kurzer Zeit restlos ruiniert worden. Es kam sogar dazu, dass Fahrgäste den Einsatz von anderen Typen auf „ihren“ Linien forderten und sich teilweise Fahrer weigerten, auf Schützenwagen Dienst zu verrichten.
Zuerst behalf man sich damit, diese Triebwagen nicht solo einzusetzen, in der Hoffnung, dass wenigstens ein Stromabnehmer an der Fahrleitung bleibt, aber dieses Vorgehen erwies sich letztlich als ungeeignet, denn bei Spannungsausfall in der Fahrleitung oder Absprung beider Stangen kam der Zug doch wieder in einen unkontrollierbaren Zustand, es kam weiterhin zu Unfällen. Eine Bremse, die auch ohne Fahrleitungsspannung betriebssicher ist, wie bei der konventionellen direkten Ansteuerung der Fahrmotoren in Verbindung mit einer Spindelhandbremse, besaßen diese Straßenbahnwagen entsprechend der Philosophie ihrer Konstruktion nicht.
Im März 1930 musste die BVG alle 300 Schützenwagen abstellen. Sie sah sich gezwungen, eigentlich zur Ausmusterung vorgesehene Wagen aus der Zeit der Jahrhundertwende mit offenen Plattformen weiter einzusetzen, was dem Image eines modernen Großstadtverkehrs natürlich widersprach.

## Die TM-Wagenserie

### TM 33
Sämtliche neuen „Schützenwagen“ wurden abgestellt. Anderthalb Jahre dauerten die Auseinandersetzungen mit dem Konstrukteur der elektrischen Einrichtungen (AEG) und die Planungen für die notwendigen Modifikationen, die dann einvernehmlich zwischen der BVG und der AEG ausgeführt wurden.
Der Forderungskatalog sah den Einbau einer von der Fahrleitungsspannung unabhängigen Betriebsbremse sowie einen eigenen Fahr- und Bremsstromkreis für jeden Triebwagen im Zug, die aber weiterhin von einem Fahrschalter gesteuert werden sollten, vor. Das Schaltprinzip der Fahrmotoren sollte wieder der gewöhnlichen Bauart entsprechen. Dieser Forderung entsprach am ehesten eine Zweiwagen-Verbundsteuerung mit durchgehenden Starkstrom-Fahr- und Bremsstromkreisen. Mit einem Fahrschalter konnten damit alle vier Fahrmotoren gesteuert werden. Daher nannte man diese Wagen nun Verbundzüge, mit denen zwei Triebwagen von einem Fahrschalter aus gesteuert werden konnten. Die Bildung von ursprünglich vorgesehenen Dreiwagenzügen war nicht mehr möglich. Zunächst baute die AEG sechs Wagen probehalber um. Besonders auffallend waren an diesen die schweren Starkstromkabel an den Wagenenden sowie die zum Teil mit Blech abgedeckten und dadurch verkleinerten Führerstandsfenster, da nun größere Fahrschalter, die  eingebaut werden mussten. Die Verbundzüge verkehrten mit nur einem angelegten Stromabnehmer des jeweils führenden Wagens. Der Umbau bewährte sich, so dass noch im Lauf des Jahres 1933 weitere 50 Verbundwagen umgebaut und in Dienst gestellt wurden, die die Typenbezeichnung TM 33 erhielten. Aus Geldmangel wurde aber der teure Umbau damit zunächst abgebrochen. Die umgebauten Triebwagen wurden in der Nummerngruppe 3300–3355 zusammengefasst.

### TM 34

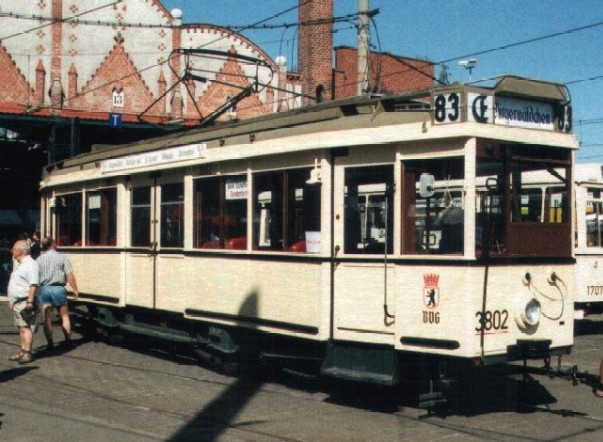
TM 34 in Köpenick

Auch die übrigen Wagen sollten wieder betriebstauglich gemacht werden. Daher wurden weitere ehemalige Schützenwagen umgebaut. Im Gegensatz zur Vorgängerbauart TM 33 erhielten die folgenden Wagen eine billigere Einfachsteuerung, damit waren sie jedoch nur als Solowagen oder mit einem Beiwagen einsetzbar. Auch sah man es als erforderlich an, außer den Mitteleinstiegstüren zusätzlich in Fahrtrichtung rechts vorn eine weitere Ausstiegstür einzubauen. Bei starkem Fahrgastandrang „verstopfte“ die Mittelplattform leicht, daher kehrte die BVG bei einer späteren Umbauserie wieder zu Wagen mit Endeinstiegen (Typ T 33 U) zurück. Zusätzlich gab es Modifikationen an der Inneneinrichtung. Die TM 34 waren zwar für den späteren Umbau auf die Verbundbauart vorgesehen, doch dazu kam es nicht. Die so umgebauten Triebwagen erhielten die Betriebsnummerngruppe 3801–3850. Darüber hinaus erhielten diese Wagen als erste den neuen elfenbeinfarbenen Außenanstrich, welcher reichsweit als Einheitsfarbgebung bei allen Nahverkehrsbetrieben eingeführt werden sollte.

### TM 36

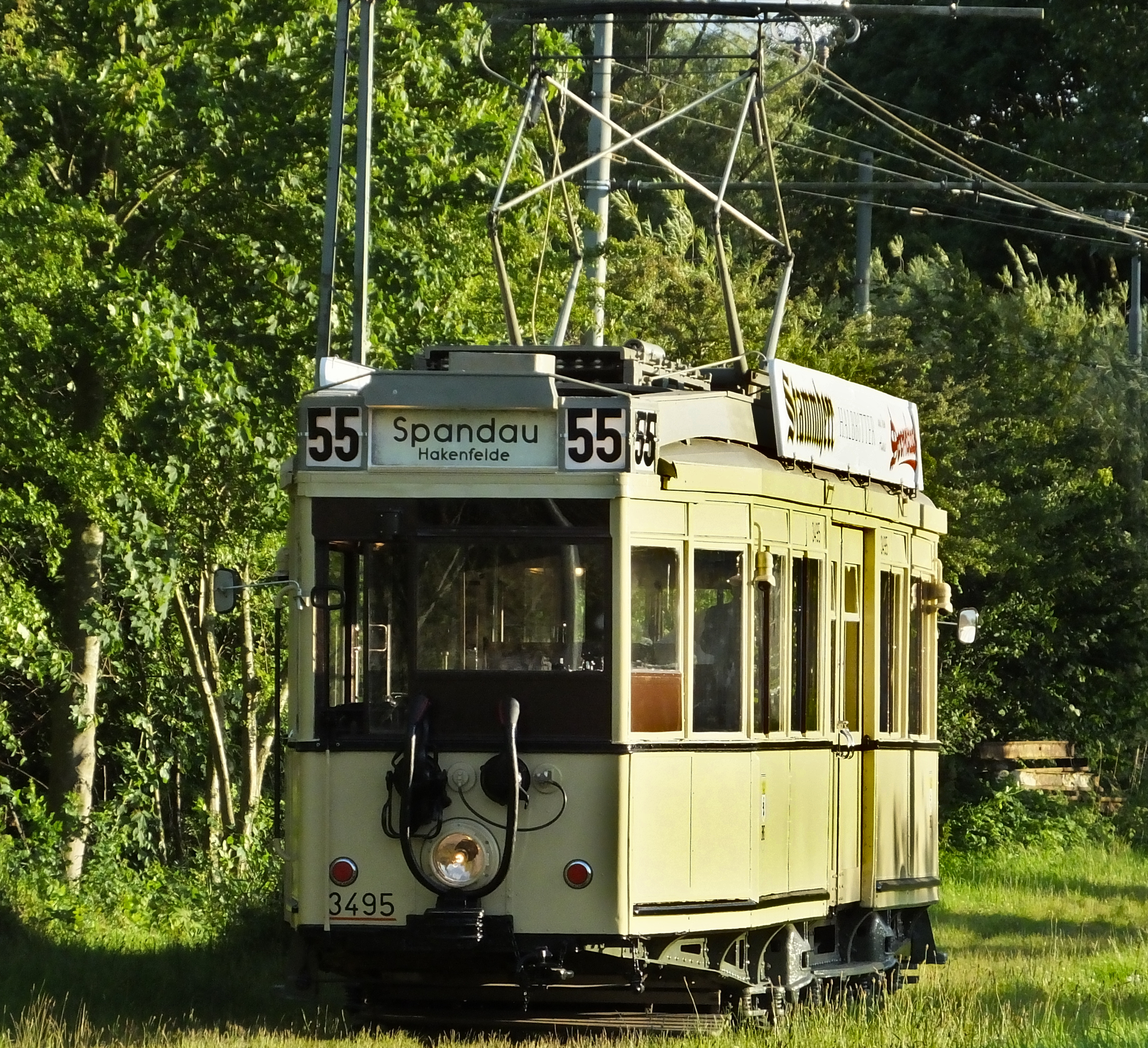
TM 36 am Museumsbahnhof Schönberger Strand

Mit den Olympischen Spielen, die für 1936 nach Berlin vergeben wurden, sollte sich die Straßenbahn in moderner Form der Weltöffentlichkeit repräsentieren. Um aber die noch vorhandenen Maximumwagen mit offenen Plattformen ausmustern zu können, waren weiter neue Wagen erforderlich. Dazu sollten die restlichen 194 Schützenwagen umgebaut werden. An diesen Wagen erfolgte der umfangreichste Umbau. Kurz beschrieben, ist dieser Fahrzeugtyp eine Symbiose der Bauarten TM 33 und TM 34. Diese Wagen erhielten die in den TM 33 inzwischen bewährte Verbundsteuerung. Wagenbaulich wurden die Fahrzeuge nach dem Vorbild der TM 34 ebenfalls mit einer vorderen Ausstiegstür an der rechten Seite ausgestattet. Im Unterschied zu den Vorgängerbauarten wurden auch die Kabel auf dem Wagendach in einem Kabelkanal geführt und der Dachbereich erhielt eine gefällige Verkleidung, die die Wagen optisch aufwertete. Gleichzeitig wurde mit diesen Triebwagen die Außenwerbung an Straßenbahnfahrzeugen in Berlin eingeführt. Den TM 36 wurden die Wagennummern 3401–3594 zugeteilt.
Die Wagen aller drei Umbautypen blieben uneingeschränkt nutzbare Zweirichtungsfahrzeuge. Während die Wagen der Bauart TM 34 aufgrund ihrer geringeren Leistung nur solo oder mit einem Beiwagen fahren konnten, waren die Verbundwagen TM 33/36 weitaus flexibler. So konnten sie sowohl solo, oder mit einem Beiwagen, aber auch als Doppeltraktion (sowohl typenrein, als auch gemischt) gekuppelt bzw. Doppeltraktion mit Beiwagen eingesetzt werden.

## Nachkriegsentwicklung
Der Zweite Weltkrieg blieb für die Schützenwagen nicht ohne Folgen. 72 Wagen, fast ein Viertel des Bestandes waren zerstört worden. Viele Verbundwagen gingen ihrer Steuerung verlustig und waren nur noch – wie die TM-34-Serie – als Solowagen unterwegs. Mit der nun beginnenden Umrüstung des Berliner Straßenbahnnetzes vom Betrieb mit Stangen- auf Scherenstromabnehmer veränderte sich das Erscheinungsbild aller TM-Wagen ab 1948. Im Zuge der Berliner Teilung nach der Währungsreform und der Aufspaltung der BVG in eine West- und eine Ostverwaltung wurde auch der Wagenpark der Berliner Straßenbahn aufgeteilt, davon waren die TM-Wagen aller drei Unterserien betroffen. Die West-BVG baute in allen Verbundwagen die Verbundsteuerung wieder ein. In Ost-Berlin wurden die TM-Wagen nicht wieder für den Verbundbetrieb hergerichtet, denn die Ersatzteile für die Neuausrüstung hätten nunmehr aus dem Westen bezogen werden müssen.
Die BVG-Ost glich andererseits ab 1952 die Wagenserien wieder an. Alle Kabel wurden nach TM-36-Vorbild bei den TM 33 und 34 in Dachkanäle verlegt, die Verkleidung aber bei den TM 36 entfernt. Ebenso wurde die elektrische Ausrüstung vereinheitlicht und mit DDR-Technik versehen. Damit glichen sich wieder die Schützenwagen untereinander und konnten nur noch an der Wagennummer unterschieden werden.
In West-Berlin wurden die Verbundzüge wie in Vorkriegszeiten eingesetzt. Häufig waren sie mit Beiwagen verschiedenster Baureihen als Dreiwagen-Züge unterwegs. Ein Schwerpunkt des Einsatzes waren die Straßenbahnlinien nach Spandau. Dort trugen die TM-Verbundzüge bis zum Ende der West-Berliner Straßenbahn am 2. Oktober 1967 die Hauptlast des Verkehrs. In den letzten beiden Jahren des West-Berliner Betriebs stützte sich die BVG – von den wenigen Nachkriegsneubaufahrzeugen abgesehen – ausschließlich auf diese Bauart. Im Ostteil waren die TM-Wagen bis 1970 im Fahrgastbetrieb, danach sind viele zu Arbeitstriebwagen umgebaut worden. Die meisten TM-Wagen waren Grundlage für die neuen „Reko“-Fahrzeuge der BVG-Ost, wobei nur Teile der elektrischen Ausrüstung übernommen werden konnten. Die Wagenkästen waren Neubauten.

## Erhaltene Fahrzeuge
Von den einst 300 TM-Wagen blieben zunächst 15 Wagen nach ihrem Einsatzende erhalten. Fünf Wagen befinden sich im Museumsbestand der BVG; sie werden vom Denkmalpflege-Verein Nahverkehr Berlin (DVN) betreut. Zwei Wagen befinden sich beim Verein Verkehrsamateure und Museumsbahn e. V. (VVM) am Schönberger Strand und jeweils ein Fahrzeug wird in Straßenbahnmuseen in den Niederlanden und den USA aufbewahrt.
Die BVG verkaufte bzw. verschenkte im Jahre 1967 insgesamt drei Wagen an verschiedene Bezirke, wovon zwei in Jugendverkehrsschulen als Aufenthalts- bzw. Büroräume aufgestellt wurden. Ein weiterer Wagen wurde auf einem Spielplatz aufgestellt, wo er jedoch innerhalb weniger Monate durch Vandalismus zerstört wurde. In ihren eigenen Museumsbestand nahm die BVG im Jahre 1968 den Verbundzug 3566+3344 auf. Dieser wurde zusammen mit den restlichen Museumswagen im internen BVG-Museum in der ungenutzten Halle 2 des Betriebshof Britz untergestellt. Im Jahre 1978 wurde der Triebwagen 3344 für den Einsatz auf der stillgelegten Hochbahntrasse zwischen den Bahnhöfen Nollendorfplatz und Bülowstraße hergerichtet und verkehrte dort bis 1991. Von einem Rückbau wurde aufgrund der starken technischen Veränderungen abgesehen.
In Ost-Berlin wurden ab 1981 drei Wagen als spätere Museumswagen beiseite gestellt und durch die Arbeitsgemeinschaft (AG) 1/11 (später AG 1/66) des Deutschen Modelleisenbahnerverband (DMV), dem späteren DVN-Berlin, aufgearbeitet. Der Wagen 3802 wurde im März 1981 im Zuge der Dreharbeiten für den DEFA-Spielfilm Familie Riechlin äußerlich in den Zustand der 1960er Jahre versetzt. Nach den Dreharbeiten wurde der Wagen für Sonderfahrten eingesetzt, ehe er nach einem Automatenbrand abgestellt wurde. Nachdem ab 1985 der Wagen 3493 zu Sonderfahrten zur Verfügung stand, wurde der Wagen 3802 bis 1996 annähernd im zweiten Lieferzustand von 1935 aufgearbeitet. Die lange Zeit geplante und auch begonnene Restaurierung des Triebwagens 3337 im Zustand von 1933 (inklusive nachgebauter Verbundsteuerung) wurde zwischenzeitlich abgebrochen.
Die nachfolgende Tabelle listet die Fahrzeuge nach dem Jahr der Wiederinbetriebnahme nach dem Umbau auf, gibt den Hersteller des Wagenkastens an, den Einsatzort während der Teilung der Stadt, den Fahrzeugtyp sowie seinen Verbleib.
| Nummer | Hersteller | Typ   | Einsatzort  | Verbleib |
| ------ | ---------- | ----- | ----------- | --- |
| 3325   | Bautzen    | TM 33 | West-Berlin | Seit 1967 im Werksmuseum von Linke-Hofmann-Busch (heute Alstom) in Salzgitter |
| 3337   | Bautzen    | TM 33 | Ost-Berlin  | 1981 Museumswagen, geplante Aufarbeitung im Zustand von 1933 abgebrochen |
| 3344   | C&U        | TM 33 | West-Berlin | 1968–1978 im BVG-Museum eingelagert, 1978–1991 im Einsatz auf Hochbahntrasse zwischen Nollendorfplatz und Bülowstraße, seit 1991 beim DVN |
| 3802   | Schöndorff | TM 34 | Ost-Berlin  | 1981 Museumswagen, 1985–1996 betriebsfähige Aufarbeitung im Zustand von 1934, seit 1996 für Sonderfahrten im Gelegenheitsverkehr zugelassen |
| 3813   | Schöndorff | TM 34 | West-Berlin | 1967 an Bezirksamt Charlottenburg verkauft, aufgestellt im Verkehrsschulgarten Loschmidtstraße, 1997 verschrottet |
| 3824   | Schöndorff | TM 34 | West-Berlin | 1967 an Bezirksamt Wilmersdorf verschenkt, aufgestellt im Verkehrskindergarten Wanghäuseler Straße Ecke Prinzregentenstraße, 2004 verkauft, Stirnfronten bei privat erhalten |
| 3412   | C&U        | TM 36 | West-Berlin | Seit 1973 im Seashore Trolley Museum, Kennebunkport (USA) |
| 3434   | C&U        | TM 36 | Ost-Berlin  | Seit 1991 im Electrische Museumtramlijn Amsterdam |
| 3487   | HAWA       | TM 36 | West-Berlin | 1973 verkauft an VVM, seit 1978 am Schönberger Strand |
| 3493   | Nordwaggon | TM 36 | Ost-Berlin  | 1981 Museumswagen, 1981–1985 betriebsfähige Aufarbeitung im Zustand von 1950, seit 1995 abgestellt, wird ausstellungsfähig vorgehalten |
| 3495   | Nordwaggon | TM 36 | West-Berlin | 1973 verkauft an VVM, seit 1978 am Schönberger Strand, 2016–2017 betriebsfähige Aufarbeitung, 09.2017 zeitweilig wieder in Berlin |
| 3504   | Nordwaggon | TM 36 | West-Berlin | 1967 an Bezirksamt Spandau verkauft, 1969 auf Kinderspielplatz in Pionierstraße aufgestellt, 1972 verschrottet |
| 3535   | Lindner    | TM 36 | Ost-Berlin  | seit 1991 beim DVN, Nutzung als Aufenthaltsraum, 12.2023 an Technologiepark ConneKT, Kitzingen verkauft |
| 3566   | O&K        | TM 36 | West-Berlin | Spitzenwagen des Abschiesdskorsos der West-Berliner Straßenbahn am 02.10.1967, 1968–1993 im BVG-Museum eingelagert, 1993 Abgabe an Deutsches Technikmuseum Berlin |
| 3587   | WUMAG      | TM 36 | West-Berlin | 1967 verkauft an Bekleidungsunternehmen (auf Garagendach am Goslarer Ufer aufgestellt), 1981–1996 bei Berliner Eisenbahnfreunde (BEF), 1996 verkauft an Stadt Teltow, 1996–1998 Aufarbeitung im Zustand BVG-Ost 1950, aufgestellt als Denkmal an Kreuzung Elbestraße Ecke Weserstraße, seit 2009 Informationszentrum an Machnower Schleuse |